# روت فیسون شاو
روت فیسون شاو (متولد ۱۸۸۹ متوفی ۱۹۶۹) یک هنرمند و مربی آمریکایی بود. او با معرفی یک سبک آموزشی برای هنر با نام نقاشی با انگشت، در ایالات متحده به شهرت رسید. هنگام کار در رم، تکنیک‌های نقاشی خود را توسعه داد و موفق به ثبت اختراع یک رنگ غیر سمی و ایمن در سال ۱۹۳۱ شد.

## اوایل زندگی
روت فیسون شاو در ۱۵ اکتبر ۱۸۸۹ ر کنانسویل، کارولینای شمالی، به دنیا آمد. پدرش، ویلیام ام. شاو، فارغ‌التحصیل کالج در دیویدسون و مدرسه علمیه پروتستان، کشیش کلیسای پرسبیتری گروو، و سالها رئیس مؤسسه جیمز اسپرانت یک مدرسه مقدماتی مسیحی برای دختران در کنانسویل بود. مادرش آلبرتا کلمبیا فیسون، فارغ‌التحصیل مؤسسه زنانه کلینتون در نزدیکی کلینتون، معلم و موسیقی‌دان با استعداد، و از نوادگان هنری فیسون ون دووراژ، هوگنوت فرانسوی بود که در سال ۱۶۵۲ به ویرجینیا مهاجرت کرد. تحصیلات ابتدایی خود را در مدرسه ابتدایی در شهرستان کاباروس، کارولینای شمالی آغاز نمود. در سال ۱۹۰۶ از مؤسسه جیمز اسپرانت که یک مدرسه دخترانه در پروتستان بود، فارغ‌التحصیل شد. تحصیلات خود را در هنرستان پی بادی از دانشگاه جانز هاپکینز که قدیمی‌ترین هنرستان ایالت متحده است ادامه داد. پس از فارغ‌التحصیلی، به کسب تجربه به عنوان یک معلم مدرسه (آموزش ندیده) در کوه‌های آپالاچی در شهرستان ترانسیلوانیا، کارولینای شمالی، پرداخت.
در سال ۱۹۱۸ و قبل از تأسیس مدرسه در رم، با انجمن مسیحی زنان جوان (YWCA) به فرانسه و ایتالیا سفر کرد.

## نقاشی با انگشت
شاو اعتبار خود را از طری توسعه هنر نقاشی با انگشت و معرفی آن به سیستم آموزشی آمریکا کسب نمود. شاو گفته‌است که این ایده با دیدن کودکی که عنصر ید را روی دیوار می‌مالد، به ذهنش خطور کرده‌است و با این اتفاق متوجه شده بود که بچه‌ها دوست دارند " رنگ مالی " کنند. این رویداد در سال ۱۹۲۶، زمانی که شاو یک مدرسه تجربی به نام مدرسه شاو را برای کودکان انگلیسی زبان تأسیس کرده بود، رخ داده بود. در سال ۱۹۲۶، یک دانش آموز از خانواده سلطنتی ایتالیا، به‌طور تصادفی انگشت خود را در کلاس برید و روث فیسون شاو او را با ید به سرویس بهداشتی فرستاد تا زخمش را درمان کند. وقتی دانش آموزش برنگشت، شاو به دنبالش رفت و متوجه شد که او در حمام است و با خوشحالی ید را به دیوارها می‌مالد. وقتی دانش آموزان دیگر او را دیدند، آنها هم خواستند با ید روی دیوارها نقاشی بکشند. این تجربه شانسی، آغاز تحقیقات طولانی و جدی روث فیسون شاو در مورد امکانات نقاشی با انگشت بود.
شاو تکنیک‌ها و مواد مورد نیاز برای نقاشی با انگشت را توسعه داد. در سال ۱۹۳۱ او یک ماده رنگ ژلاتینی که برای کودکان بی خطر بود را به ثبت رساند.
شاو در سال ۱۹۳۲ به ایالات متحده بازگشت. او در مدرسه ترقی خواه دالتون در شهر نیویورک مشغول به کار شد و در آنجا نقاشی با انگشت را به برنامه درسی اضافه نمود. نمایشگاهی از هنر نقاشی با انگشت در سال ۱۹۳۳ در منهتن برگزار شد. او چندین کتاب در مورد نقاشی با انگشت منتشر کرد.

## دیگر حرفه‌ها
شاو یکی از پیشگامان ترقی آموزشی بود. از او برای سخنرانی در مورد نقاشی با انگشت و برگزاری نمایشگاه دعوت به عمل آمد. او برای تولید رنگ خود کارخانه ای در نیویورک راه اندازی کرد. کارگاه‌های نقاشی با انگشت برای بزرگسالان راه اندازی شد. در سال ۱۹۴۲ او مدرس کالج معلمان دانشگاه کلمبیا شد.
شاو در سال ۱۹۶۹ در فایتویل، کارولینای شمالی چشم از جهان فروبست. مجموعه تاریخی جنوبی در دانشگاه کارولینای شمالی مجموعه ای از مقالات او را نگهداری می‌کند.

## آثار برگزیده
- نقاشی با انگشت وسیله ای عالی برای بیان خود (به انگلیسی). به کوشش راث شاو.{{cite book}}:  نگهداری CS1: سایر موارد (link)
- نقاشی با انگشت و نحوه انجام آن (به انگلیسی). به کوشش راث شاو.{{cite book}}:  نگهداری CS1: سایر موارد (link)